# Övre Belstjärnen
Övre Belstjärnen är en sjö i Skellefteå kommun i Västerbotten och ingår i Skellefteälvens huvudavrinningsområde. Sjön har en area på 0,0824 kvadratkilometer och ligger 252,9 meter över havet. Sjön avvattnas av vattendraget Belstjärnbäcken.

## Delavrinningsområde
Övre Belstjärnen ingår i det delavrinningsområde (721602-170760) som SMHI kallar för Utloppet av Vänträsket. Medelhöjden är 262 meter över havet och ytan är 11,15 kvadratkilometer. Det finns inga avrinningsområden uppströms utan avrinningsområdet är högsta punkten. Belstjärnbäcken som avvattnar avrinningsområdet har biflödesordning 3, vilket innebär att vattnet flödar genom totalt 3 vattendrag innan det når havet efter 68 kilometer. Avrinningsområdet består mestadels av skog (53 procent) och sankmarker (37 procent). Avrinningsområdet har 0,53 kvadratkilometer vattenytor vilket ger det en sjöprocent på 4,8 procent.